# 比西耶尔 (约讷省)
比西耶尔（法語：Bussières，法語發音：[bysjɛʁ] ⓘ）是法国勃艮第-弗朗什-孔泰大区约讷省的一个市镇，属于阿瓦隆区。

## 地理
比西耶尔（47°25'30"N, 4°3'14"E）面积11.62 平方千米，位于法国勃艮第-弗朗什-孔泰大區约讷省，该省份为法国中北部内陆省份，西接卢瓦雷省，西北接塞纳-马恩省，南至涅夫勒省，东临科多尔省，东北与奥布省接壤。
与比西耶尔接壤的市镇（或旧市镇、城区）包括：圣马尼昂斯、博维利耶、鲁夫赖、圣昂德、圣布朗谢、圣莱热沃邦。

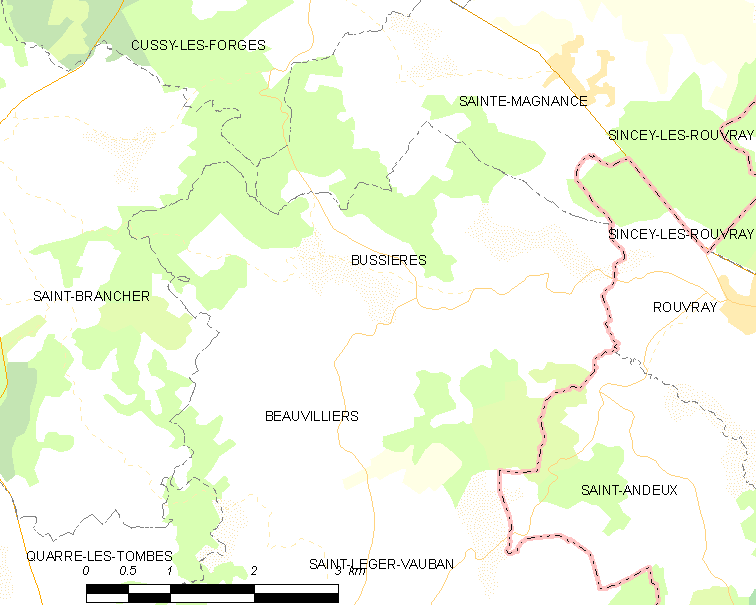
的OSM定位图

比西耶尔的时区为UTC+01:00、UTC+02:00（夏令时）。

## 行政
比西耶尔的邮政编码为89630，INSEE市镇编码为89058。

## 政治
比西耶尔所属的省级选区为阿瓦隆县。

## 人口

1962-2008年间人口变化图示

比西耶尔于2022年1月1日时的人口数量为114人。